# Catete (Angola)
Catete es un municipio de Angola. Se convirtió en la capital de la provincia de Ícolo e Bengo desde su creación en 2024. Se subdivide en las comunas de Caculo Cahango, Cassoneca, Catete y Caxicane. Anteriormente, Catete era una comuna del municipio de Ícolo e Bengo, en la provincia de Luanda.

## Transporte
Cuenta con una estación ferroviaria de la línea del ferrocarril de Luanda.
Catete es el principal cementerio de antiguas locomotoras de vapor de la línea norte.

## Personas notables
- Agostinho Neto, primer presidente de Angola.[5]
- Deolinda Rodrigues Francisco de Almeida, nacionalista angoleña.